# Cascade de glace du Khumbu

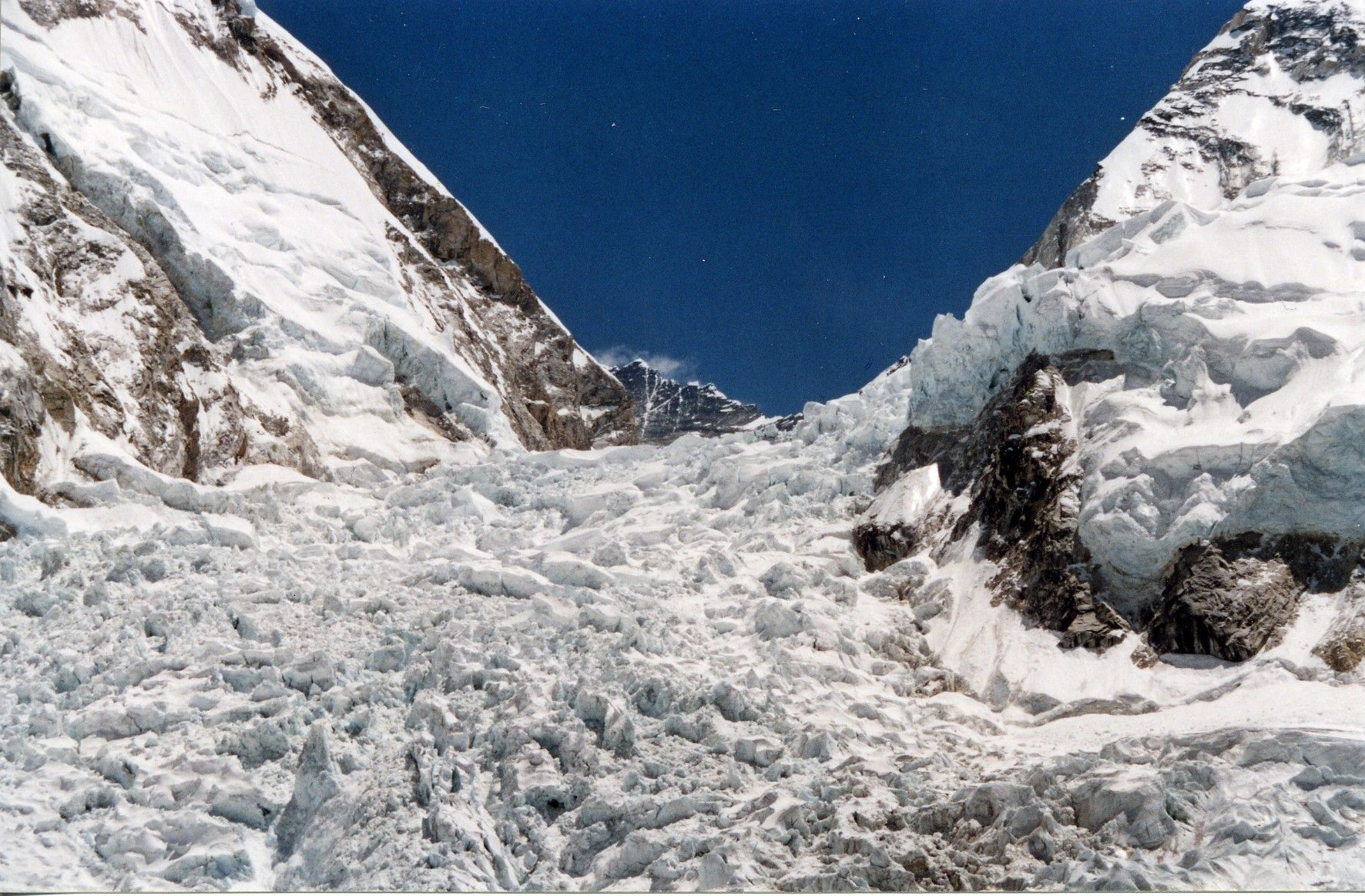
La cascade de glace du Khumbu.

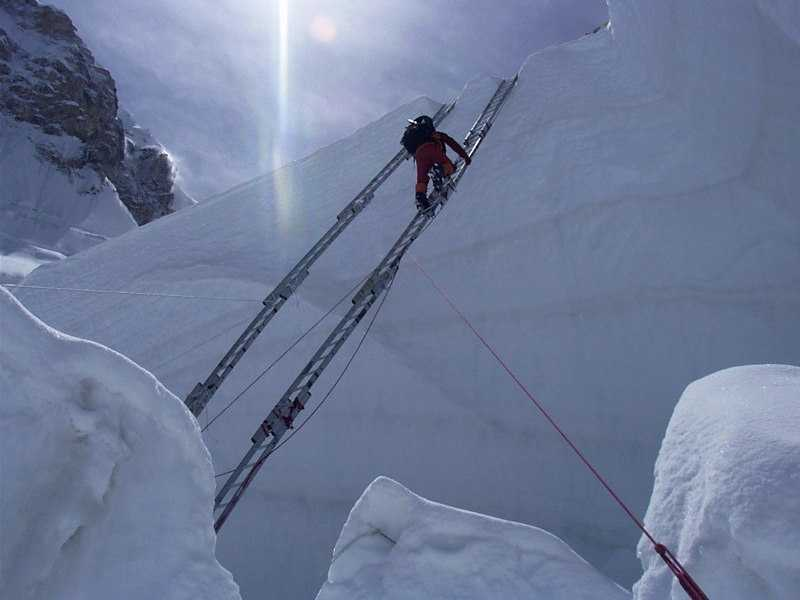
Un alpiniste franchissant une crevasse à l'aide d'une échelle sur la cascade de glace du Khumbu.

La cascade de glace du Khumbu (en anglais : Khumbu Icefall le terme anglais est aussi utilisé en français) est une cascade de glace au niveau du front glaciaire du glacier du Khumbu due à une rupture de pente. Située à 5 484 m sur les pentes népalaises de l'Everest, non loin du camp de base, elle est considérée comme l'une des plus dangereuses étapes dans l'ascension par le col Sud,. Le glacier du Khumbu qui forme cette cascade, se déplace rapidement, d'environ 1 m par jour. Il est constitué de larges crevasses et de séracs. Ces séracs sont connus pour s’écrouler soudainement. D'imposants blocs de glace, de la taille d'une voiture ou d'une maison, tombent du glacier de temps en temps.
La plupart des grimpeurs essayent de traverser la cascade de glace du Khumbu très tôt le matin, avant le lever du soleil, quand elle est encore partiellement gelée de la nuit et moins susceptible de bouger. Quand le soleil réchauffe la zone, la probabilité d'une ouverture de crevasse ou d'une chute de bloc est plus forte. Le moment le plus dangereux est le milieu ou la fin de l'après-midi. La traversée de la cascade de glace peut prendre de quelques heures à plus de 12 heures, selon l’expérience et l'acclimatation de l'alpiniste. Des échelles et des cordes fixes sont positionnées pour faciliter l'ascension. Le Camp I sur la voie du col Sud se situe juste après la cascade de glace.